# Таттинский наслег
Таттинский наслег — сельское поселение в Таттинском улусе Якутии Российской Федерации.
Административный центр — село Ытык-Кюёль.

## История
Статус и границы сельского поселения установлены Законом Республики Саха (Якутия) от 30 ноября 2004 года N 173-З N 353-III «Об установлении границ и о наделении статусом городского и сельского поселений муниципальных образований Республики Саха (Якутия)».

## Население
| 2002  | 2010  | 2011  | 2012  | 2013  | 2014  | 2015  |
| ----- | ----- | ----- | ----- | ----- | ----- | ----- |
| 6267  | ↗6828 | ↘6820 | ↘6651 | ↘6577 | ↗6623 | ↗6726 |
| 2016  | 2017  | 2018  | 2019  | 2020  | 2021  |       |
| ↗6758 | ↗6780 | ↗6796 | ↗6811 | ↗6816 | ↗6933 |       |

## Состав сельского поселения
| № | Населённый пункт | Тип населённого пункта       | Население |
| - | ---------------- | ---------------------------- | --------- |
| 1 | Ытык-Кюёль       | село, административный центр | ↗6933     |